# 에스타디오 후안 카르멜로 세리요
에스타디오 후안 카르멜로 세리요(Estadio Juan Carmelo Zerillo)은 아르헨티나 라플라타시 북동쪽 플라텐세 숲(bosque platense)에 있는 축구 경기장이다. 엘 보스케(El Bosque, 숲이라는 뜻)라는 별칭으로 알려져 있다. 1974년 12월 21일, 힘나시아 라플라타 구단은 1929년부터 1931년까지 구단주였던 후안 카르멜로 세리요의 이름을 경기장의 공식 명칭으로 결정했다.
힘나시아는 2006년 클라우수라 시작 전, 정부에서 안정성 문제로 공식 경기 사용을 금지하여 라플라타 시립 경기장(Estadio Ciudad de La Plata)을 사용하였으나, 2008년 6월 안전 검사에 다시 합격하여 다시 이 경기장으로 복귀할 수 있었다.

## 사진들

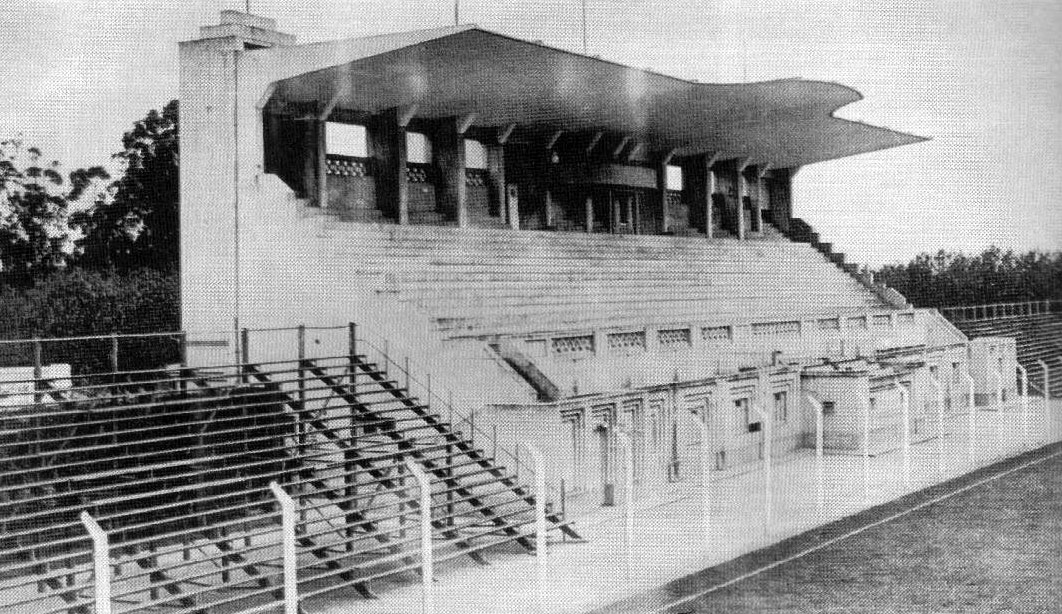
1940년대 경기장 전경.
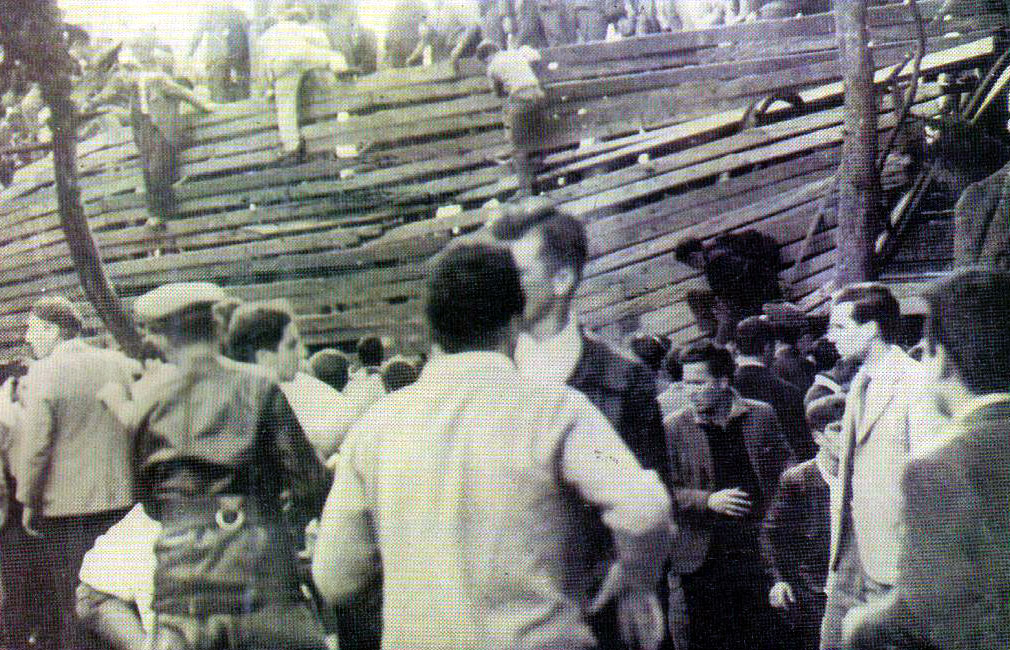
1959년 클라시코 플라텐세 당시 무너진 경기장 모습.